# Challenger Banque Nationale de Granby 1999
Il Challenger Banque Nationale de Granby 1999 è stato un torneo di tennis facente parte della categoria ATP Challenger Series nell'ambito dell'ATP Challenger Series 1999. Il torneo si è giocato a Granby in Canada dal 5 all'11 luglio 1999 su campi in cemento.

## Vincitori

### Singolare
Petr Kralert ha battuto in finale  Mark Knowles con il punteggio di 6–4, 6–7, 7–6.

### Doppio
Kevin Kim /  Jimy Szymanski hanno battuto in finale  Harel Levy /  Lior Mor con il punteggio di 4–6, 6–1, 6–4.